# Shalbatana Vallis
Shalbatana Vallis – kanion na powierzchni Marsa. Jego centrum znajduje się na 7,41° szerokości geograficznej północnej oraz 42,09° długości geograficznej zachodniej (♂ 7,41°N 42,09°W/7,410000 -42,090000). Obszar ten ma 1029 km średnicy. Jest to jeden z kilku kanionów wpadających do basenu Chryse Planitia.
Kanał Shalbatana Vallis został utworzony przez płynącą wodę. W obszarze kanału powstało jezioro o powierzchni około 210 km² i głębokości ponad 450 metrów. Do dziś zachowały się ślady linii brzegowej oraz szerokiej delty, na obszarze której występują naprzemiennie grzbiety i doliny będące pozostałościami plaży. Jezioro to powstało w okresie hesperyjskim. Ponieważ nie znaleziono śladów niżej położonych linii brzegowych, jezioro musiało zniknąć szybko, wyparowując, bądź najpierw zamarzając, a następnie sublimując.
Decyzją Międzynarodowej Unii Astronomicznej nadana w 1973 roku nazwa tego obszaru pochodzi od akadyjskiego słowa oznaczającego planetę Mars.